# Frank Foster (jazzmusicus)
Frank Foster (Cincinnati, 23 september 1928 – Chesapeake, 26 juli 2011) was een Amerikaanse tenor/sopraan-jazzsaxofonist, arrangeur en componist.

## Carrière
Foster studeerde aan de Wilberforce University en begon in 1949 met aldaar aanwezige muzikanten als Wardell Gray en Elvin Jones te spelen. Na zijn militaire diensttijd ging hij in 1953 naar het orkest van Count Basie, waarin hij tenorsaxofoon speelde. Bovendien arrangeerde hij voor Basie en componeerde hij stukken als Shiny Stockings, Blues Backstage en Down for the Count. Hij speelde ook in sessies buiten de band met onder anderen Thelonious Monk in 1954. In 1961 werkte hij mee aan het album Homecoming! van Elmo Hopes. Na zijn afscheid bij Count Basie in 1964 componeerde hij voor onder anderen Sarah Vaughan en Frank Sinatra. Van 1970 tot 1972 speelde hij met Elvin Jones, Van 1972 tot 1975 met het orkest Thad Jones/Mel Lewis. Hij formeerde ook eigen bands, waaronder een kwintet met Frank Wess in 1983 en de bigbands Living Color en The Loud Minority, waarmee hij in Europa en Japan toerde. In 1985 toerde hij in Europa met het kwintet van Jimmy Smith. Van 1986 tot 1995 werd hij de opvolger van Thad Jones als leider van de Basie-bigband. Daarna blies hij The Loud Minority-bigband weer nieuw leven in met de pianist Danny Mixton.

## Onderscheidingen
In 2002 kreeg hij de Jazz Masters Fellowship van de NEA-stichting.

## Privéleven en overlijden
Frank Foster overleed op 26 juli 2011 in Chesapeake aan de gevolgen van nierfalen.

## Discografie
- 1953: Here Comes Frank Foster (Blue Note Records)
- 1965: Fearless Frank Foster (Prestige Records)
- 1968: Manhattan Fever (Blue Note Records)
- 1971: The Loud Minority (Mainstream Records)
- 1977/1978: Shiny Stockings (Denon)
- 1982: The House That Love Built (SteepleChase Records)
- 1983: Two for the Blues (Pablo Records)
- 1984: Frankly Speaking (Concord Records)
- 1996: Leo Rising (Arabesque Records)
- 1998: Swing (live) (Challenge Records)
- 2003: We Do It Diff’rent (live) (Mapleshade Records)
- 2007: Well Water (Piadrum Records)

- Bibsys: 1004464
- Biblioteca Nacional de España: XX931491
- Bibliothèque nationale de France: cb13894065c (data)
- CiNii: DA15919375
- Gemeinsame Normdatei: 134375998
- International Standard Name Identifier: 0000 0001 2141 8893
- Library of Congress Control Number: n86813479
- MusicBrainz: c62ceb28-084f-47e4-b780-f47ab701b7b5
- Nationale Bibliotheek van Tsjechië: ola2002157331
- Nationale bibliotheek van Australië: 52369596
- Nationale en Universitaire bibliotheek Zagreb: 000771787
- Nederlandse Thesaurus van Auteursnamen: 073629693
- Réseau des bibliothèques de Suisse occidentale: 02-A005770529
- SNAC: w6x6440f
- Système universitaire de documentation: 083974458
- Trove: 1524511
- Virtual International Authority File: 84969624
- WorldCat: E39PBJcR4PXVmkHYXgdKWqkxDq